# Nitobe Memorial Garden
Der Nitobe Memorial Garden ist ein japanischer Garten auf dem Gelände der University of British Columbia in den University Endowment Lands, einem gemeindefreien Gebiet unmittelbar westlich der kanadischen Stadt Vancouver. Der Park ist benannt nach Nitobe Inazō, einem japanischen Agrarwissenschaftler, Philosophen und Pädagogen, an den mit dieser Benennung erinnert werden soll, und gilt als einer der fünf weltweit authentischsten japanischen Gärten außerhalb Japans.
Im Jahr 2009 besuchte der japanische Tennō Akihito den Park im Rahmen eines mehrtägigen Staatsbesuches.
Der Park wird vom UBC Botanical Garden mitverwaltet, der ebenfalls auf dem Universitätsgelände liegt. Die beiden Parks liegen etwa 2 Kilometer räumlich getrennt voneinander. Der Eintritt in den Garten kostet, anders als der Zutritt zum UBC Botanical Garden, keinen Eintritt. Es wird jedoch eine Spende in Höhe von 5 C $ erwartet.